# Justyn Wincenty Bulanda
Justyn Wincenty Bulanda (ur. 30 stycznia 1900 w Wielogłowach, zm. 5 czerwca 1954 w Rabce) – ksiądz katolicki, etnograf amator, współzałożyciel i pierwszy kustosz Muzeum im. Władysława Orkana w Rabce Zdroju, działacz Polskiego Towarzystwa Tatrzańskiego.

## Życiorys
Urodzony w Wielogłowach koło Nowego Sącza, był najstarszym synem Jakuba Bulandy (1864–1907), organisty i nauczyciela oraz Marianny z domu Bulanda (1866–?), która prowadziła gospodarstwo domowe. Miał brata Bernarda i Jeremiasza. Do 7 roku życia mieszkał z rodzicami na wsi. Do gimnazjum uczęszczał w Nowym Sączu. W latach 1920–1924 uczył się w Instytucie Teologicznym w Tarnowie. Święcenia kapłańskie przyjął 29 czerwca 1924 roku. Posługę duszpasterską rozpoczął w Niedźwiedziu koło Poręby Wielkiej, gdzie 2 lata pracował jako wikary i katecheta. Jego pogłębiające się schorzenie na tle gruźliczym (określane jako choroba gruczołów limfatycznych) zmusiła ks. Bulandę do poddania się operacji. Po zabiegu lekarze z Nowego Targu zalecili stałe leczenie klimatyczne w Rabce. Ks. Bulanda wystąpił więc do krakowskiej kurii z prośbą o przeniesienie z Niedźwiedzia do Rabki i po otrzymaniu zgody od 1 sierpnia 1926 roku pracował jako katecheta w rabczańskim uzdrowisku. Nauczał w Męskim Prywatnym Gimnazjum Sanatoryjnym doktora J. Wieczorkowkiego oraz w rabczańskiej szkole powszechnej (dziś Szkoła podstawowa nr 2 w Rabce). Na emeryturę przeszedł w 1952 roku.

## Działalność w PTT i praca etnograficzna
W Rabce zaangażował się w działalność Polskiego Towarzystwa Tatrzańskiego, którego celem stało się utworzenie miejscowego muzeum etnograficznego. W ramach pracy w Komisji Muzealno-Etnograficznej PTT współorganizował Muzeum Regionalne im. Władysława Orkana w starym, nieużytkowanym już drewnianym kościele pw. św. Marii Magdaleny z 1606 roku (kościół ten istnieje do dziś). Podstawowe cele Komisji zakładały systematyczną renowację kościółka, kolekcjonowanie kultury ludowej górali Zagórzan i Kliszczaków, zabytków piśmiennictwa regionalnego i fotografii oraz prowadzenie badań etnograficznych w terenie, a także wyrażanie poparcia dla lokalnego stylu w budownictwie.

### Działalność muzealnicza
Muzeum skupiało obiekty z rejonu od grzbietów Gorców aż po Nowy Sącz na wschodzie i Myślenice na północy (obecnie koncentruje się na okolicach Rabki, północnych stokach Gorców i południowych krańcach Beskidu Wyspowego). Ks. Bulanda, wraz ze Stanisławem Dunin-Borkowskim, zajmował się pozyskiwaniem eksponatów, szczególnie ludowych rzeźb sakralnych i przedmiotów codziennego użytku. W tym celu napisał „Odezwę do obywateli Rabki-Zdroju” odczytywaną podczas niedzielnych nabożeństw i w roku 1933 opublikowaną na łamach Gazety Podhalańskiej, w której apelował o dobrowolne oddawanie nieużywanych już narzędzi rolniczych i sprzętów gospodarstwa domowego, a także obrazów na szkle i rzeźb. Apel spotkał się z pozytywnym odbiorem. Liczba eksponatów okazała się tak duża, że wydzielono 3 sektory muzeum: etnograficzno-religijny, etnograficzno-świecki oraz przyrodniczo-geograficzny. Jako że Rabka była zagłębiem garncarstwa, wkrótce wygospodarowano dla niego osobny dział. Ks. Bulanda podczas wypraw po eksponaty wykonywał dokumentacje (opisy i zdjęcia) zabytkowych budowli. Na początku lat 50 XX wieku zbiory muzealne liczyły około 1000 egzemplarzy. Wraz z uroczystym otwarciem ekspozycji 9 sierpnia 1936 roku ks. Bulanda został ogłoszony pierwszym kustoszem muzeum. Przez kolejne 3 lata kierował działalnością komisji oraz w imieniu PTT zarządzał zbiorami muzealnymi. Po wybuchu II wojny światowej z pracownikami placówki zdołał zabezpieczyć większość eksponatów. Kościół został zamknięty dla zwiedzających. Po wojnie zajął się niezbędnymi pracami remontowymi i przeorganizowaniem wystawy – muzeum ponownie otwarto już 1 lipca 1945 roku.

## Ostatnie lata
Kierował muzeum aż do upaństwowienia w 1949 roku, kiedy zostało przejęte przez Ministerstwo Kultury i Sztuki i objęte opieką merytoryczną przez Muzeum Narodowe w Krakowie. Po tej zmianie ks. Bulanda ciągle pełnił funkcje dyrektora placówki. Zmarł nagle 5 czerwca 1954 roku. Został pochowany w Rabce-Zdroju na starym cmentarzu parafialnym przy ul. Orkana.